# Turkish Historical Review
Die Turkish Historical Review erscheint seit 2010 bei Brill. Das Blatt ist eine der historischen Fachzeitschriften, die sich mit der türkischen Geschichte vom 6. Jahrhundert bis zum 21. Jahrhundert befasst und daher den Raum zwischen Zentralasien und dem Mittelmeerraum untersucht. Zwar erweckt der Titel der Zeitschrift den Eindruck, auf englischsprachige Publikationen ausgerichtet zu sein, doch werden zunehmend Beiträge in Französisch und anderen westeuropäischen Sprachen, vor allem aber auf Türkisch und in den Sprachen des Balkans, Russlands und des Mittleren Ostens präferiert.
Herausgeberin ist Kate Fleet, Direktorin des Skilliter Centre for Ottoman Studies im englischen Cambridge.